# Johann Niemann

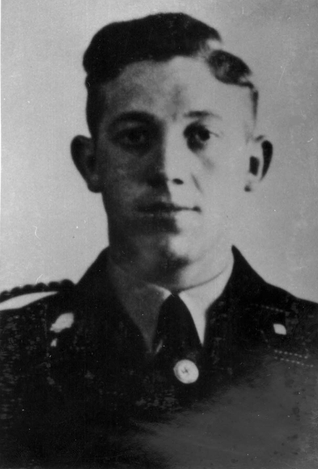
Johann Niemann

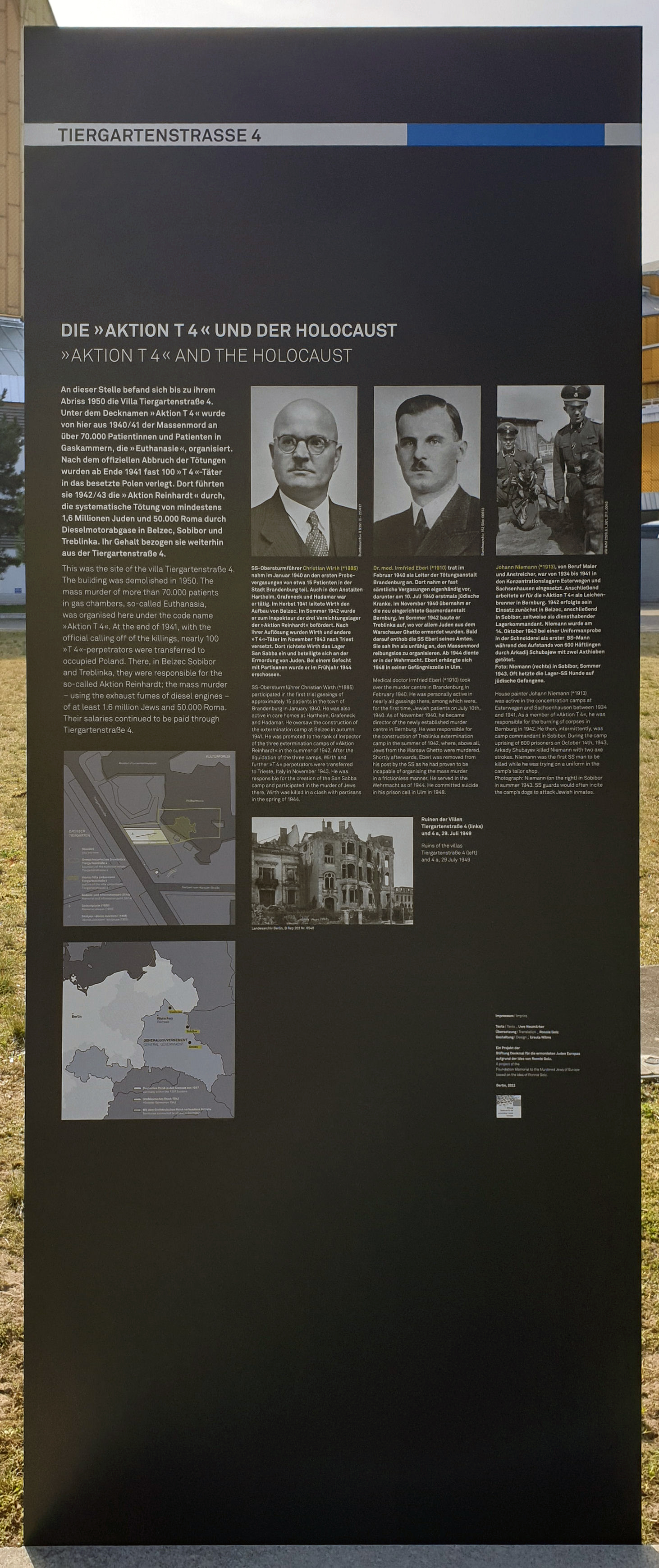
Gedenktafel, Tiergartenstraße 4, in Berlin-Tiergarten

Johann Niemann (* 4. August 1913 in Völlen; † 14. Oktober 1943 im Vernichtungslager Sobibor) war als deutscher SS-Untersturmführer Angehöriger der Lagermannschaft im Vernichtungslager Sobibor.

## Leben
Johann Niemann, von Beruf Maler und Anstreicher, trat zum 1. Oktober 1931 der NSDAP bei (Mitgliedsnummer 753.836) und schloss sich auch der SS an (SS-Nummer 270.600). Er war Unterscharführer der Leibstandarte SS Adolf Hitler. Zwischen 1934 und 1941 war er im KZ Esterwegen und dem KZ Sachsenhausen eingesetzt. Anschließend war er im Zuge der „Aktion T4“ als Leichenbrenner in der NS-Tötungsanstalt Bernburg tätig. Im Rahmen der „Aktion Reinhardt“ erfolgte danach ein Einsatz im Vernichtungslager Belzec, bis er dauerhaft in das Vernichtungslager Sobibor versetzt wurde. Dort hatte er zeitweise die Funktion des diensthabenden Lagerkommandanten inne.
Niemann kam nach einem Ausritt zu Pferde am 14. Oktober 1943 pünktlich zu einer Anprobe seiner Uniform in der Schneiderei an und wurde als erster SS-Mann während des Aufstands von Sobibor durch den Häftling Arkadij Schubajew mit zwei Axthieben getötet.
Im Jahr 2015 wurde eine private Sammlung mit mehr als 300 Bildern aus dem Besitz der Enkel von Henriette Niemann, der Witwe von Johann Niemann, dem Bildungswerk Stanisław Hantz e. V. gespendet, im Januar 2020 als Buch veröffentlicht  und vom United States Holocaust Memorial Museum in Washington erworben. Johann Niemann dokumentierte in zwei Alben und weiteren Einzelfotos seine Karriere in der SS vom Konzentrationslager Esterwegen über die Verbrechen der sogenannten „Euthanasie“ bis zur „Aktion Reinhard“ in Belzec und Sobibor, wo er maßgeblich für die Umsetzung des Mordprogramms verantwortlich war. Auf den Aufnahmen soll auch der 2011 in München angeklagte Iwan Demjanjuk auf dem Lagergelände in Sobibor zu sehen sein.
Aufgefundene Sparbücher der Ehefrau und ihres Vaters weisen hohe Bargeldeinzahlungen aus, die darauf hindeuten, dass sich Niemann an jüdischen Wertsachen bereichert hat.